# Anthony Becht
Anthony G. Becht (Drexel Hill, 8 agosto 1977) è un ex giocatore di football americano statunitense che ha militato nel ruolo di tight end nella National Football League (NFL).

## Carriera

### New York Jets
Al college Becht giocò a football a West Virginia. Fu scelto come ventisettesimo assoluto dai New York Jets nel Draft NFL 2000. Nella sua prima stagione disputò 14 partite, saltandone due per un infortunio alla caviglia, totalizzando 16 ricezioni per 144 yard e 2 touchdown, venendo inserito nella formazione ideale dei rookie dalla Pro Football Writers of America.
Nel 2001 Becht partì come titolare in tutte le 16 partite, facendo registrare 36 ricezioni per 321 yard e 5 marcature. Quelle 36 ricezioni per furono il massimo per un tight end della AFC quell'anno alla pari con l'ex Jets Kyle Brady. I suoi cinque touchdown furono invece superati solo da Marcus Pollard dei Colts e da Tony Gonzalez dei Chiefs. Becht segnò il touchdown della vittoria in due turni consecutivi, nelle settimane 13 e 14.
Nel 2002 Becht partì ancora in tutte le 16 partite come titolare, terminando con 28 ricezioni, 243 yard e pareggiando il record in carriera di 5 touchdown. Ricevette un passaggio da 8 yard e fu un bloccatore chiave nella vittoria per 41–0 sui Colts nel primo turno di playoff e fece registrare 3 ricezioni per 14 yard la settimana successiva nella sconfitta esterna contro Oakland.
Nel 2003 Becht ebbe un primato personale di 40 ricezioni, per 356 yard e 4 touchdown, partendo sempre come titolare. Ebbe un record in carriera di sei ricezione, inclusa una marcatura da una yard, nell'ultima partita della stagione a Miami.
Nell'ultima stagione con i Jets nel 2004, Becht ebbe un minimo in carriera di 13 ricezioni, per 100 yard e un solo touchdown. Andò a segnò però anche nel primo turno di playoff contro i San Diego Chargers. La sua esperienza con la squadra si chiuse con 1.146 yard ricevute, 17 touchdown e 133 ricezioni.

### Tampa Bay Buccaneers
Nel 2005 Becht firmò con i Tampa Bay Buccaneers e nella prima stagione ebbe 16 ricezioni per 112 yard e nessuna marcatura, iniziando a entrare nella fase discendente della carriera. Becht competé con il rookie Alex Smith per il ruolo di tight end.
Nel 2006 Becht si vide definitivamente sostituito da Smith e terminò con 18 ricezioni per 115 yard e un touchdown, ricevuti principalmente dal rookie Bruce Gradkowski.
Nel 2007 i numeri di Becht furono ancora in calo, chiudendo con 5 ricezioni per 201 yard e 2 touchdown.

### St. Louis Rams
Il 6 marzo 2008 firmò con i St. Louis Rams, dove trovò gli ex alunni di West Virginia Marc Magro e Marc Bulger. Rimase con la squadra una sola stagione, prima di venire svincolato il 12 marzo 2009.

### Arizona Cardinals
Becht firmò con gli Arizona Cardinals il 19 marzo 2009. Quell'anno ebbe 10 ricezioni per 61 yard e un touchdown. Fu svincolato il 3 settembre 2010 prima dell'inizio della stagione regolare.

### Kansas City Chiefs
Becht firmò con i Kansas City Chiefs il 25 agosto 2011 ma fu svincolato il 5 settembre. Firmò nuovamente il 16 settembre ma fu svincolato per fare spazio al tight end Jake O'Connell. Il 26 ottobre firmò per la terza volta con i Chiefs. Nella partita del 18 dicembre 2011 ebbe 2 ricezioni per 20 yard. Si ritirò a fine stagione.

## Palmarès
- PFWA All-Rookie Team - 2000